# Syncrossus berdmorei
Syncrossus berdmorei és una espècie de peix de la família dels cobítids i de l'ordre dels cipriniformes.

## Morfologia
- Fa 11 cm de llargària màxima.
- A diferència d'altres espècies del mateix gènere, conserva la seua coloració juvenil en arribar a l'edat adulta.[3][4][5]

## Hàbitat i distribució geogràfica
És un peix d'aigua dolça (pH entre 6,5 i 7,5), demersal i de clima tropical (22 °C-26 °C), el qual viu a Àsia: els rierols de muntanya i els grans rius amb substrat de sorra i grava de Myanmar (les conques dels rius Irauadi, Sittaung i Salween), el centre de Tailàndia i la conca del riu Chindwin a Manipur (el nord-est de l'Índia), incloent-hi la conca del riu Mekong. A la conca superior del riu Ataran comparteix el seu hàbitat amb Pogostemon helferi, Cryptocoryne, Acanthocobitis rubidipinnis, Botia kubotai, Syncrossus beauforti, Pangio fusca, Crossocheilus burmanicus, Parambassis pulcinella, Puntius orphoides, Puntius stoliczkanus, Microdevario kubotai, Hampala salweenensis, Poropuntius scapanognathus, Glyptothorax dorsalis, Batasio dayi, Batasio tigrinus, Akysis vespa, Amblyceps caecutiens, Tetraodon cutcutia, Schistura vinciguerrae, Schistura robertsi, Garra, Mastacembelus armatus, Devario, Scaphiodonichthys, Tor i Neolissochilus.

## Amenaces
Les seues principals amenaces són la degradació del seu hàbitat i la gran demanda que té en el mercat internacional de peixos d'aquari pel seu valor ornamental (l'augment de les captures any rere any fa que les seues poblacions estiguin minvant). Aquests dos factors poden conduir a l'extinció de l'espècie, tot i que se sap que està àmpliament distribuïda.

## Observacions
És inofensiu per als humans, una espècie popular en aquariofília i la seua reproducció en captivitat no ha estat possible fins ara.